# Flatomorpha umbrimargo
Flatomorpha umbrimargo är en insektsart som först beskrevs av Walker 1858.  Flatomorpha umbrimargo ingår i släktet Flatomorpha och familjen Flatidae. Inga underarter finns listade i Catalogue of Life.